# Mindre lövmätare
Mindre lövmätare Scopula minorata är en fjärilsart som beskrevs av Jean-Baptiste Boisduval 1833. Mindre lövmätare ingår i släktet Scopula och familjen mätare, Geometridae. Arten är ännu inte påträffad i Sverige. En underart finns listad i Catalogue of Life, Scopula minorata ochroleucaria Herrich-Schäffer, 1847. 